# Seramiksan Spor Kulübü 2017-2018
Questa voce raccoglie le informazioni riguardanti il Seramiksan Spor Kulübü nelle competizioni ufficiali della stagione 2017-2018.

## Organigramma societario
Area direttiva
- Presidente: Bülent Erkul

Area tecnica
- Allenatore: Mustafa Doğancı
- Allenatore in seconda: Gökhan Bahar
- Assistente allenatore: Aydın Bilgiç
- Scoutman: Recep Vatansever

## Rosa
| N° | Nome              | Ruolo | Data di nascita  | Nazionalità sportiva |
| -- | ----------------- | ----- | ---------------- | -------------------- |
| 1  | Müge Örencik      | S     | 1º giugno 1992   | Turchia              |
| 2  | Sinem Yıldız      | C     | 12 aprile 1986   | Turchia              |
| 3  | Mısra Aşçı        | P     | 26 gennaio 1998  | Turchia              |
| 4  | Ceyda Demirhan    | C     | 17 gennaio 1992  | Turchia              |
| 5  | Nataša Krsmanović | C     | 19 giugno 1985   | Serbia               |
| 6  | Tijana Malešević  | S     | 18 marzo 1991    | Serbia               |
| 7  | Çağla Cinan       | C     | 2 agosto 1999    | Turchia              |
| 8  | Işıl Öz           | S     | 12 aprile 1998   | Turchia              |
| 9  | Rida Erlalelitepe | O     | 22 luglio 1996   | Turchia              |
| 10 | Yeşim Astarlar    | L     | 24 agosto 1997   | Turchia              |
| 13 | Meryem Boz        | O     | 3 febbraio 1988  | Turchia              |
| 15 | Odina Əliyeva     | S     | 22 maggio 1990   | Azerbaigian          |
| 16 | Sedef Sazlıdere   | L     | 7 luglio 1992    | Turchia              |
| 17 | Sıla Çalışkan     | P     | 16 dicembre 1996 | Turchia              |

## Statistiche

### Statistiche di squadra
| Competizione     | Punti  | In casa | In casa | In casa | In trasferta | In trasferta | In trasferta | Totale | Totale | Totale |
| Competizione     | Punti  | G       | V       | P       | G            | V            | P            | G      | V      | P      |
| ---------------- | ------ | ------- | ------- | ------- | ------------ | ------------ | ------------ | ------ | ------ | ------ |
| Sultanlar Ligi   | 25,335 | 11      | 4       | 7       | 11           | 4            | 7            | 28     | 11     | 17     |
| Coppa di Turchia | -      | 1       | 1       | 0       | 1            | 1            | 0            | 3      | 2      | 1      |
| Totale           | -      | 12      | 5       | 7       | 12           | 5            | 7            | 31     | 13     | 18     |

G = partite giocate; V = partite vinte; P = partite perse

### Statistiche dei giocatori
| Giocatore       | Campionato | Campionato | Campionato | Campionato | Campionato | Coppa di Turchia | Coppa di Turchia | Coppa di Turchia | Coppa di Turchia | Coppa di Turchia | Totale | Totale | Totale | Totale | Totale |
| Giocatore       | P          | PT         | AV         | MV         | BV         | P                | PT               | AV               | MV               | BV               | P      | PT     | AV     | MV     | BV     |
| --------------- | ---------- | ---------- | ---------- | ---------- | ---------- | ---------------- | ---------------- | ---------------- | ---------------- | ---------------- | ------ | ------ | ------ | ------ | ------ |
| O. Əliyeva      | 28         | 311        | 273        | 26         | 12         | 3                | 26               | 23               | 2                | 1                | 31     | 337    | 296    | 28     | 13     |
| M. Aşçı         | 18         | 9          | 2          | 1          | 6          | 3                | 3                | 1                | 1                | 1                | 21     | 12     | 3      | 2      | 7      |
| Y. Astarlar     | 7          | 0          | 0          | 0          | 0          | 0                | 0                | 0                | 0                | 0                | 7      | 0      | 0      | 0      | 0      |
| M. Boz          | 25         | 495        | 446        | 21         | 28         | 3                | 49               | 46               | 0                | 3                | 28     | 544    | 492    | 21     | 31     |
| S. Çalışkan     | 27         | 87         | 42         | 21         | 24         | 3                | 8                | 3                | 0                | 5                | 30     | 95     | 45     | 21     | 29     |
| Ç. Cinan        | 0          | 0          | 0          | 0          | 0          | 0                | 0                | 0                | 0                | 0                | 0      | 0      | 0      | 0      | 0      |
| C. Demirhan     | 20         | 60         | 37         | 14         | 9          | 0                | 0                | 0                | 0                | 0                | 20     | 60     | 37     | 14     | 9      |
| R. Erlalelitepe | 18         | 49         | 39         | 2          | 8          | 3                | 3                | 3                | 0                | 0                | 21     | 52     | 42     | 2      | 8      |
| N. Krsmanović   | 27         | 285        | 215        | 59         | 11         | 3                | 29               | 22               | 6                | 1                | 30     | 314    | 237    | 65     | 12     |
| T. Malešević    | 28         | 265        | 210        | 28         | 27         | 3                | 27               | 17               | 1                | 9                | 31     | 292    | 227    | 29     | 36     |
| M. Örencik      | 12         | 27         | 25         | 1          | 1          | 3                | 0                | 0                | 0                | 0                | 15     | 27     | 25     | 1      | 1      |
| I. Öz           | 23         | 1          | 0          | 0          | 1          | 3                | 0                | 0                | 0                | 0                | 26     | 1      | 0      | 0      | 1      |
| S. Sazlıdere    | 26         | 1          | 1          | 0          | 0          | 2                | 0                | 0                | 0                | 0                | 28     | 1      | 1      | 0      | 0      |
| S. Yıldız       | 25         | 136        | 83         | 30         | 23         | 3                | 16               | 14               | 2                | 0                | 28     | 152    | 97     | 32     | 23     |

P = presenze; PT = punti totali; AV = attacchi vincenti; MV = muri vincenti; BV = battute vincenti